# 2001年アジア野球選手権大会
2001年アジア野球選手権大会は、2001年3月19日から3月25日にかけて台湾の台北県（現・新北市）で行われた。

## 概要
大会方式は、参加した5カ国がラウンドロビン方式による予選リーグを行い、上位3カ国が決勝トーナメントに進出する。決勝トーナメントはこれまでの大会とは違い、ステップラダー方式が採用された。

### 参加国
- チャイニーズタイペイ（開催国）
- 日本
- 韓国
- フィリピン
- インドネシア（第4回アジアンカップ優勝国）
  -  中華人民共和国（辞退）
  -  パキスタン（辞退）

## 予選リーグ
| 順位 | チーム               | 勝 | 負 | 勝率 |
| ---- | -------------------- | -- | -- | ---- |
| 1    | チャイニーズタイペイ | 4  | 0  | 1.00 |
| 2    | 日本                 | 3  | 1  | .750 |
| 3    | 韓国                 | 2  | 2  | .500 |
| 4    | フィリピン           | 1  | 3  | .250 |
| 5    | インドネシア         | 0  | 4  | .000 |

| 3月19日 12:00 | 日本 | 8 - 1 | フィリピン | 新荘棒球場 |
| 3月19日 12:00 |      |       |            | 新荘棒球場 |

| 3月19日 18:00 | チャイニーズタイペイ | 5 - 4 (F/10) | 韓国 | 新荘棒球場 |
| 3月19日 18:00 |                      |              |      | 新荘棒球場 |

| 3月20日 12:00 | 日本 | 17 - 0 (F/6) | インドネシア | 新荘棒球場 |
| 3月20日 12:00 |      |              |              | 新荘棒球場 |

| 3月20日 18:00 | チャイニーズタイペイ | 16 - 2 (F/7) | フィリピン | 新荘棒球場 |
| 3月20日 18:00 |                      |              |            | 新荘棒球場 |

| 3月21日 12:00 | フィリピン | 7 - 3 | インドネシア | 新荘棒球場 |
| 3月21日 12:00 |            |       |              | 新荘棒球場 |

| 3月21日 18:00 | 日本 | 5 - 1 | 韓国 | 新荘棒球場 |
| 3月21日 18:00 |      |       |      | 新荘棒球場 |

| 3月22日 12:00 | チャイニーズタイペイ | 16 - 0 (F/7) | インドネシア | 新荘棒球場 |
| 3月22日 12:00 |                      |              |              | 新荘棒球場 |

| 3月22日 18:00 | 韓国 | 17 - 2 (F/7) | フィリピン | 新荘棒球場 |
| 3月22日 18:00 |      |              |            | 新荘棒球場 |

| 3月23日 12:00 | 韓国 | 15 - 0 (F/5) | インドネシア | 新荘棒球場 |
| 3月23日 12:00 |      |              |              | 新荘棒球場 |

| 3月23日 18:00 | チャイニーズタイペイ | 3 - 1 | 日本 | 新荘棒球場 |
| 3月23日 18:00 |                      |       |      | 新荘棒球場 |

## 決勝トーナメント

### 準決勝
| 3月24日 15:00 | 韓国 | 10 - 2 | 日本 | 新荘棒球場 |
| 3月24日 15:00 |      |        |      | 新荘棒球場 |

### 決勝
| 3月25日 15:00 | チャイニーズタイペイ | ノーゲーム | 韓国 | 新荘棒球場 |
| 3月25日 15:00 |                      |            |      | 新荘棒球場 |

## 順位表
| 順位 | チーム               |
| ---- | -------------------- |
| 1    | チャイニーズタイペイ |
| 2    | 韓国                 |
| 3    | 日本                 |
| 4    | フィリピン           |
| 5    | インドネシア         |

| 2001年アジア野球選手権大会 |
| -------------------------- |
| · チャイニーズタイペイ     |

## 日本代表
- 監　督：後藤寿彦
- コーチ：池田善吾、岩井美樹、應武篤良
- 投　手：杉内俊哉、石川雅規、久保裕也、杉山直久、和田毅、新垣渚、長田秀一郎、土居龍太郎
- 捕　手：清水城二、今村泰宏、小川真毅
- 内野手：浅田仁志、後藤武敏、岩本裕治、前田新悟、平野恵一、四之宮洋介
- 外野手：喜多隆志、辻竜太郎、廣瀬栄作、小板祐樹、北道貢